# La madre morta
La madre morta (La madre muerta) è un film del 1993 diretto da Juanma Bajo Ulloa.